# Giuseppe Pesce
Giuseppe Pesce (Alessandria, 5 dicembre 1920 – Orte, 14 aprile 2009) è stato un generale, aviatore e scrittore italiano, che dopo aver combattuto nelle file della Regia Aeronautica durante la seconda guerra mondiale, nel dopoguerra ricoprì numerosi incarichi di alto livello nella Aeronautica Militare. Fu comandante del Reparto Volo della 5ª Aerobrigata(1962-1963) Aeroporto Lecce (1965-1967) del III Reparto SMA (1969 1971) Ispettore di Marinavia (1971-1972), Direttore Ufficio Pianificazione Finanziaria, Sottocapo di Stato Maggiore dell'Aeronautica (1975-1976), comandante della II Regione Aerea (1976-1979) e Ispettore delle Forze Aeree.  Organizzatore del Museo Storico dell'Aeronautica di Vigna di Valle, di cui fu poi sovraintendente, scrisse numerosi libri di carattere storico aeronautico.

## Biografia
Nasce nel Rione Cristo di Alessandria il 5 dicembre 1920, figlio di Giovanni e Margherita Caselli. Dopo aver completato le scuole dell'obbligo, frequenta il Convitto Nazionale di Torino, con ottimi risultati. 

### Seconda guerra mondiale
Nel 1939, su suggerimento di uno zio materno, decide di intraprendere la carriera militare e partecipa ai concorsi per l'ammissione ai corsi del Regio Esercito e della Regia Aeronautica, vincendoli entrambi. Scelta l'aeronautica come arma di riferimento, entra nella Regia Accademia Aeronautica di Caserta, "Corso Urano I", uscendone nel marzo 1943 con il grado di sottotenente pilota, assegnato alla specialità Caccia.
Assegnato all'8º Gruppo Autonomo Caccia Terrestre, dotato di velivoli Macchi C.200 Saetta, viene inviato a Sarzana, dove l'attività principale del reparto è costituita dalla difesa del settore costiero ligure-toscano comprese le Forze Navali da Battaglia (FF.NN.BB.) posizionate a La Spezia. Tra il mese di maggio e quello di giugno 1943 prende parte alla difesa di Livorno contro formazioni (Combat Box) di bombardieri Consolidated B-24 Liberator, venendo decorato dapprima di Croce di guerra al valor militare e poi di Medaglia d'argento al valor militare.
Il 28 giugno 1943 assieme al Ten. Costantino Petrosellini e Cap. Orfeo Cecchet. contribuisce all'abbattimento di un bimotore alleato, tra Livorno e la Corsica (fonti inglesi confermano la perdita in zona di un B 26 Marauder della RAF) .
Il 25 agosto viene inviato sull'aeroporto di Grottaglie per organizzare, insieme a tre gregari, una protezione supplementare delle forze navali presenti nella base di Taranto.
L'8 settembre riceve la notizia dell'avvenuta firma dell'armistizio con gli alleati e, senza ricevere ordini o notizie, mantiene a Grottaglie il comando della completa sezione di protezione aerea a lui assegnata, fino al ricongiungimento con l'8º Gruppo CT a Galatina (LE) avvenuto alla fine del mese. Nel mese di ottobre riprende i voli con i C.200 Saetta dalle basi salentine (Galatina, Leverano, Grottaglie) del Regno del Sud.
Dopo un periodo trascorso a Capoterra, il suo gruppo viene di nuovo integrato nella Regia Aeronautica che, inquadrata nella Balkan Air Force, esegue missioni contro le forze tedesche oltre l'Adriatico utilizzando velivoli Macchi C.202 Folgore della 92ª Squadriglia della quale assume il comando. Con l'obbligo italiano del ridimensionamento dei reparti di volo della Regia Aeronautica, l'8º Gruppo deve cedere personale e velivoli al 101º Gruppo del 5º Stormo.

### Dopoguerra
Nell'aprile 1947 sposa la signorina Matilde Scarciglia, di Lecce, dalla quale ha due figli, Adriana e Giovanni.
Con il 5º Stormo dell'Aeronautica Militare svolge gran parte dell'attività di volo post bellica, operando dalle basi di Galatina, Orio al Serio, Vicenza, Villafranca, Rimini, volando dapprima sui caccia Macchi C.205 Veltro e Supermarine Spitfire Mk.IX e poi sui cacciabombardieri Republic F-47 Thunderbolt, Republic F-84G Thunderjet e F-84F Thunderstreak.
Comanda in successione la 238ª Squadriglia, il 101º Gruppo e poi il Reparto Volo della 5ª Aerobrigata. Nel 1963 frequenta lo Staff College della Royal Air Force ad Andover, nel Regno Unito, e lavora nelle scuole militari come insegnante e poi Direttore dei corsi della Scuola di Guerra Aerea di Firenze ed infine come comandante della Scuola Volo Basico Iniziale Aviogetti (SVBIA) di Lecce.
Trasferito a Roma, ricopre nel tempo i ruoli di comandante del III Reparto SMA, Ispettore di Marinavia (1971-1972), direttore Ufficio Pianificazione Finanziaria, Capo Ufficio piani a lungo termine e armi speciali, Sottocapo di Stato Maggiore dell'Aeronautica (1975-1976), comandante della II Regione Aerea, e Ispettore delle Forze Aeree.
Nel 1977 in 100 giorni, organizza il Museo Storico dell'Aeronautica di Vigna di Valle, che viene aperto il 24 maggio alla presenza del Presidente della Repubblica Giovanni Leone, e di cui fu poi sovraintendente.
Il 5 dicembre 1980 viene collocato "in ausiliaria" con il grado di generale di squadra aerea. Rimasto vedovo nel 1986, si trasferisce a vivere con una nuova compagna ad Orte, dove muore il 14 aprile 2009.

## Pubblicazioni
Lettore attento di libri di storia, si applicò anche nella scrittura di una miriade di documenti interni all'A.M. e alla pubblicazione di una quindicina di libri relativi a storie aeronautiche.
- Il metodo per la risoluzione dei problemi militari, Servizio di Stato maggiore-Scuola di Guerra aerea, Firenze, 1965.[1]
- 101º Gruppo Tuffatori,  STEM Mucchi, Modena, 1975.
- L'8º Gruppo caccia in due conflitti mondiali, STEM Mucchi, Modena, 1976.
- Il bombardamento in picchiata e la Regia Aeronautica , STEM Mucchi, Modena, 1976.
- Il Valzer del 102º Gruppo, STEM Mucchi, Modena, 1976.
- Guerra attraverso l'etere nel teatro mediterraneo, STEM Mucchi, Modena, 1978.
- Vigna di Valle - Da cantiere sperimentale a museo, Edizioni Bizzarri, Roma, 1979.
- Storia della radio in aviazione. Dalle origini al secondo dopoguerra, USSMA, Roma, 1980.
- I dirigibili italiani, STEM Mucchi, Modena, 1982.
- (EN)  The Italian Airships, STEM Mucchi, Modena, 1983.
- 5º Stormo caccia, STEM Mucchi, Modena, 1983.
- Sistemi di navigazione inerziale (1985)
- Archeologia aeronautica, Ser, Roma, 1986.
- L'aeronautica italiana - Storia di uomini e macchine, con Angelo Lodi, Ovidio Ferrante, Iginio Coggi, EDITALIA, Roma, 1986.
- Le accademie e scuole militari, con Franco Gay, Alberto M. Arpino, EDITALIA, Roma, 1990.
- Il palazzo aeronautica], con Gabriele Morolli, Daniela Fonti, EDITALIA, Roma, 1989.
- Maurizio Mario Moris - padre dell'aeronautica, Stabilimento Grafico Militare, Gaeta, 1994.
- Adriano Visconti - Asso di guerra, Albertelli Editore, Parma, 1997.
- Esplosione a Bassano in Teverina Scalo, Pesce Edizioni, Orte, 2000.
- Giuseppe Cenni: pilota in guerra, Uff. Storico Aeronautica Militare, Roma, 2002 (PDF).
- Orte Scalo sotto bombardamento, Pesce Edizioni, Orte, 2008.

### Articoli
- Un'incauta scelta per la produzione di guerra. Motori radiali nella Regia Aeronautica. Parte 1, in Rivista Aeronautica n.6, Stato Maggiore dell'Aeronautica, Roma, 1988.
- Un'incauta scelta per la produzione di guerra. Motori radiali nella Regia Aeronautica. Parte 2, in Rivista Aeronautica n.1, Stato Maggiore dell'Aeronautica, Roma, 1989.
- La produzione bellica per la Regia Aeronautica, in Rivista Aeronautica n.3, Stato Maggiore dell'Aeronautica, Roma, 1993.

### Fonti
1. 1 2 3 4 5 6 7 8 9 10  Pesce 1982, p.IVc.
2. 1 2 3 4 5  Dunning 1988, p. 23.
3. ↑  (EN) Christopher Shores, Giovanni Massimello e Russell Guest, A History of the Mediterranean Air War, 1940-1945. Volume 4: Sicily and Italy to the Fall of Rome 14 May, 1943 - 5 June 1944, Grub Street, 28 settembre 2018, ISBN 978-1-911621-10-2. URL consultato il 21 febbraio 2020.
4. ↑  D'Amico, Valentini 1986, p. 30.
5. ↑  D'Amico, Valentini 1986, p. 43.
6. ↑  D'Amico, Valentini 1986, p. 31.
7. ↑  D'Amico, Valentini 1986, p. 46.
8. 1 2  D'Amico, Valentini 1986, p. 49.
9. ↑  Ufficio Storico Stato Maggiore dell'Aeronautica 1977, p. 46.
10. 1 2 3 4 5 6 7  Ufficio Storico Stato Maggiore dell'Aeronautica 1977, p. 47.